# Chabria mimica
Chabria mimica – gatunek chrząszcza z rodziny stonkowatych.
Gatunek ten opisany został w 2002 roku przez Lwa N. Miedwiediewa.
Chrząszcz o ciele długości od 6,7 do 7,8 mm, silnie z wierzchu błyszczącym, ubarwionym jak u C. pallida. Boki przedplecza są ostro kanciaste przed pogrubionymi kątami przednimi, a jego przód bardziej zwężony niż u wspomnianego gatunku. Samiec ma szeroko zaokrąglony szczyt edeagusa i 1,7 raza dłuższy niż szerszy pierwszy człon przednich i środkowych stóp.
Owad znany tylko z filipińskiej wyspy Mindanao, z prowincji South Cotabato.